# Li Zhanshu
Li Zhanshu (chino: 栗 战 书; pinyin: Lì Zhànshū; nacido el 30 de agosto de 1950) es un político chino y actual presidente del Comité Permanente de la Asamblea Popular Nacional , jefe del máximo órgano legislativo de China. Es miembro número 3 del Comité Permanente del Buró Político del Comité Central del Partido Comunista de China, el principal organismo de toma de decisiones de China. Li comenzó su carrera política en las regiones rurales de su provincia natal de Hebei, ascendiendo metódicamente en las filas como secretario del Partido Comunista de Xi'an, gobernador de la provincia de Heilongjiang y secretario del partido de la provincia de Guizhou. En 2012, fue transferido para convertirse en jefe de la Oficina General del Partido Comunista de China. Después del XVIII Congreso del Partido, Li se convirtió en uno de los principales asesores del secretario general del partido, Xi Jinping. Es ampliamente considerado como un miembro de alto rango de la "camarilla de Xi Jinping", una de las principales facciones políticas dentro del Partido Comunista de China.

## Primeros años
Li Zhanshu nació en agosto de 1950 en Pingshan, Hebei. Li se graduó de la Universidad Normal de Hebei (1980-1983), donde completó un programa de pregrado, además cuenta con una maestría en Administración de Empresas. Se unió al Partido Comunista de China en abril de 1975.
Comenzó su carrera como funcionario ordinario en la capital de su provincia natal, Shijiazhuang, trabajando como oficinista para la oficina comercial de Shijiazhuang y el comité del partido Shijiazhuang. En 1980, Li estudió escuela nocturna en la Universidad Normal de Hebei. Después de graduarse, fue ascendido a secretario del partido del condado de Wuji (aproximadamente al mismo tiempo, el jefe del partido del vecino condado de Zhengding era Xi Jinping, actual secretario general del Partido Comunista de China).
Durante la siguiente década, Li asumió progresivamente funciones de alto nivel en la provincia de Hebei, incluido el subjefe del partido y el comisionado de la prefectura de Shijiazhuang (no equivalente a alcalde), el jefe de la organización provincial de la Liga Juvenil Comunista, el comisionado de la prefectura de Chengde, miembro del Comité Permanente del Partido de Hebei y secretario general del comité provincial del partido.

## Liderazgo Regional
En 1998, Li fue trasladado a la provincia de Shaanxi para servir en el consejo de liderazgo de su partido y convertirse en el jefe de su Departamento de Organización provincial. A partir de enero de 2002, Li se convirtió en secretario del Partido de Xi'an. En mayo, asumió simultáneamente el papel de subjefe del partido de la provincia de Shaanxi. Durante su mandato en Xi'an, se sabía que Li había fijado el objetivo de que Xi'an se convirtiera en la "mejor ciudad del interior occidental".
En diciembre de 2003, Li se convirtió en subsecretario del partido de Heilongjiang y asumió el cargo de vicegobernador aproximadamente un año después. En ese momento, los observadores externos clasificaron a Li como miembro de Tuanpai, es decir, funcionarios con experiencia en la Liga de la Juventud Comunista. El 25 de diciembre de 2007, el entonces gobernador Zhang Zuoji renunció y Li asumió el cargo de gobernador interino, confirmado en enero de 2008. En agosto de 2010, Li se convirtió en el secretario del partido de la provincia de Guizhou, asumiendo su primer cargo en la oficina principal de una provincia. En ese momento, Li aún no era miembro de pleno derecho del Comité Central; se consideraba muy raro que alguien ocupara un cargo como jefe de partido provincial sin un asiento completo en el Comité Central.

## Salto a la arena nacional
En julio de 2012, Li fue trasladado a Beijing para ocupar el cargo de subdirector ejecutivo de la Oficina General del Partido Comunista de China, y fue preparado para reemplazar a Ling Jihua. Asumió el cargo de Director de la Oficina General dos meses después. Tres meses más tarde, Li también fue nombrado Secretario del Comité de Trabajo para los Órganos que Reportan Directamente al Comité Central (中 直 工委 书记). Considerado como una "estrella en ascenso", Li fue elegido miembro del Politburó del Partido Comunista de China en el XVIII Congreso del Partido celebrado en noviembre de 2012, lo que era inusual para un jefe de la Oficina General (Ling Jihua, por ejemplo, no era miembro del Politburó), lo que indica que Li tendría una influencia significativa bajo la administración de Xi Jinping. Además, como era costumbre del jefe de la oficina general, Li también fue nombrado Secretario de la Secretaría Central. En 2013, Li también fue nombrado jefe de la Oficina General de la recién formada Comisión de Seguridad Nacional.
Li ha desempeñado un papel importante en la facilitación de una relación sólida entre China y Rusia, y es el primer jefe de la Oficina General en la China posterior a Mao que ha jugado un papel tan activo en los asuntos exteriores. Por ejemplo, en 2015 Li fue enviado como "representante especial" de Xi Jinping para reunirse con Vladímir Putin en Moscú. Durante el Desfile del Día de la Victoria de Moscú de 2015 celebrado en Moscú, Li fue miembro de la delegación china. Se sabía que Li había acompañado a Xi en las diversas reuniones del presidente con invitados extranjeros, incluida la visita de estado de Xi a Estados Unidos en 2015.
Li, considerado uno de los miembros más influyentes del círculo íntimo de Xi Jinping, fue considerado un candidato del "caballo negro" para el XIX Comité Permanente del Politburó, el principal organismo de toma de decisiones de China que asumirá el cargo en 2017.
Li fue miembro suplente de los Comités Centrales 16 y 17 del Partido Comunista de China y fue miembro de pleno derecho del Comité Central 18.

## Comité Permanente
Li fue elegido para ser miembro del 19º Comité Permanente del Politburó, el máximo órgano de toma de decisiones de China, en la 1ª Sesión Plenaria del 19º Comité Central del Partido Comunista de China el 25 de octubre de 2017.
El 17 de marzo de 2018, Li fue elegido presidente del Comité Permanente de la Asamblea Popular Nacional.
El 8 de septiembre de 2018, Li actuó como representante especial del secretario general Xi Jinping en una visita a Corea del Norte para participar en las celebraciones del 70 aniversario de la fundación de la República Popular Democrática de Corea.
En cuanto a su trabajo, Li afirma cumplir con un principio de "tres-no": "no jugar con otras personas, no jugar, no holgazanear en el trabajo".